# Esteban Semino
Esteban Semino (Las Heras, Argentina, 28 de julio de 1902-1986) fue un pintor argentino. Es reconocido por rescatar antiguas propiedades en diferentes localidades argentinas, sus trabajos se expusieron en la galería Witcomb.
Entre las restauraciones más conocidas se encuentran El boliche de la recova de Marcos Paz y la Casa de las Siete Ventanas propiedad de la familia Barbieri, familiares de su esposa Amalia.
Además pintó un óleo titulado Ranchito.